# Pallenopsis calcanea
Pallenopsis calcanea är en havsspindelart som beskrevs av Stephensen, K. 1933. Pallenopsis calcanea ingår i släktet Pallenopsis och familjen Phoxichilidiidae. Inga underarter finns listade i Catalogue of Life.